# بهاء الدين طليبة
بهاء الدين طليبة (1980-) هو برلماني ورجل أعمال جزائري.

## حياته
ولد عام 1980 في منطقة واد سوف، أمضى شبابه في عنابة حيث حصل على شهادة مهندس في الإعلام الآلي من جامعة باجي مختار.
في سنة 2000 كان صاحب مشروع تجاري صغير، إتصل به بعض المسؤولين من ولاية ورقلة ودعوه لتوفير بعض إحتياجات المخيمات الصيفية. إغتنم طليبة هذه الفرصة لتضخيم الفواتير والتقرب من المسؤولين في ولاية ورقلة.
في عام 2002 ترشح على قائمة حزب جبهة التحرير الوطني في انتخابات المجلس الشعبي الولائي. لولاية ورقلة أعيد إنتخابه سنة 2007.تمكن من شراء شركة الدراسات التقنية بولاية ورقلة في إطار عملية الخصخصة وقد أشرف على تسليم طليبة الشركة عبد العزيز بلخادم الذي كان رئيس الحكومة آنذاك وتعتبر هذه الصفقة فرصة ذهبية ونقطة تحول في مشواره من خلال انفاقه بضعة مليارات سنتيم فقط.
ولكن وبسبب الأزمة الداخلية في حزب جبهة التحرير الوطني التي لم تسمح له بتقديم ترشيحه. عاد طليبة إلى عنابة مثقلاً السياسة، لتقديم ترشيحه، في ماي 2012 قاد بهاء قائمة الجبهة الوطنية الديمقراطية مع ساسي مبروك ولم يكن لهم أي برنامج انتخابي، عرفت حملته الانتخابية بتوزيع مبالغ مالية طائلة وبعرض ثروته والتصدي وجهًا لوجه لزعيمة حزب العمال لويزة حنون. فاز بمقعد في البرلمان ثم عاد إلى جبهة التحرير الوطني.
تمكن من الفوز بمنصب نائب رئيس الكثلة البرلمانية لحزب جبهة التحرير الوطني، في نوفمبر 2012. انتخب كنائب لولد خليفة في 01 أكتوبر 2015. تمت إعادة انتخابه عام 2017 كعضو في البرلمان لعهدة 2017-2022.

## القضايا القضائية
صوت البرلمان على رفع الحصانة عنه 25 سبتمبر 2019.تم توقيفه يوم 17 أكتوبر 2019 في واد سوف، ووجهت اليه 15 تهمة بعد يومين منها: تبييض أموال والتمويل الخفي للأحزاب ودفع رشاوى خلال الحملة الانتخابية.